# Lejops
Lejops (лат.) — род мух-журчалок из подсемейства Eristalinae. Большая часть всех видов из Америки и Австралии, лишь Lejops vittatus распространён в Евразии. Lejops близкий родственник трём другим родам Helophilus, Quichuana and Mallota.

## Внешнее строение
Мухи в длину достигают 7—13,5 мм. Личинки обитатели мелководных пресных и солоноватых водоемов и болот. На начальных этапах развития связаны с плавающими на поверхности воды растениями, позже переходят к жизни в донных илистых отложениях. Тропические представители найдены в фитотельматах.

## Виды
- Lejops annulipes (Macquart, 1850)
- Lejops barbiellinii (Ceresa, 1934)[5]
- Lejops billinearis (Williston, 1887)
- Lejops borealis (Cole, 1921)
- Lejops chrysostomus (Wiedemann, 1830)
- Lejops cooleyi (Seamans, 1917)
- Lejops curvipes (Wiedemann, 1830)
- Lejops distinctus (Williston, 1887)
- Lejops grisescens Hull, 1943
- Lejops lineatus (Fabricius, 1787)
- Lejops lunulatus (Meigen, 1822)
- Lejops mexicanus (Macquart, 1842)
- Lejops perfidiosus (Hunter, 1897)
- Lejops polygrammus (Loew, 1872)
- Lejops vittatus (Meiden, 1822)
- Lejops willingii (Smith, 1912)